# Disom
Disom (em hebraico: דישון, "pular") é um clã horeu, mencionado como o "filho" mais novo e em outros lugares como o "neto" de Seir. A forma Disom ocorre várias vezes na lista dos clãs horeus, juntamente com muitos outros nomes totem.   
Também é uma palavra mencionada na Bíblia , como um dos animais permitidos para o alimentação. A septuaginta a traduz como "desonestidade", como "pygargos" (que significa "traseira branca"). Assume-se que ela seja a ser a antílope adax. É descrito como "um animal de grande porte, com cerca de 3½ metros de altura no nível do ombro e com chifres gentilmente trançados com cerca de 2½ metros de comprimento. Sua cor é o branco puro, com exceção de uma juba preta curta, e um toque de fulvo sobre os ombros e costas.". Henry Baker Tristram, A História Natural da Bíblia (1867).